# Немецкий технический музей
Немецкий технический музей (Deutsches Technikmuseum Berlin (DTMB)) — технический музей в Берлине.

## Общее
Основан в 1982. Открыт в 1983 г. Современное название получил в 1996.
Тематический акцент сделан на трёх основных транспортных секторах: железнодорожный транспорт, воздухоплавание и судоходство. Помимо них в состав музея входят экспозиции, посвящённые сахару (Музей сахара), металлообрабатывающему оборудованию, информатике, приборам электросвязи, текстильному оборудованию, технике для изготовления бумаги, оборудованию для письма и печати, а также специальные экспозиции. Кроме того в музее есть экспозиции, посвящённые украшениям, химии и фармацевтике, фотооборудованию, кинематографической технике и чемоданам. На территории музейного парка можно посмотреть на мельницы, зайти в действующую кузницу и историческую пивоварню. В соседнем здании, относящемуся к музею, вниманию посетителей представлены следующие экспозиции: автомобильный транспорт, интернет, интерактивная выставка Science Center Spectrum и т. д. На крыше здания установлен «изюмный бомбардировщик» Douglas C-47 Skytrain.
Ежегодно музей посещают 600 000 человек.

## Экспонаты
В этом музее находится модель вычислителя Z1. В нем же открыта также специальная выставка, посвящённая Конраду Цузе (создателю первого компьютера и первого сложного языка программирования) и его работам. На выставке представлены двенадцать его машин, оригинальные документы по разработке языка Планкалкюль и несколько картин.

## Адрес и график работы
Deutsches Technikmuseum, Trebbiner Straße 9, 10963 Berlin-Kreuzberg 

Со вторника по пятницу: с 9:00 до 17:30 

Суббота, Воскресенье: с 10:00 до 18:00 

Понедельник: Выходной 

Праздники: с 10:00 до 18:00